# Evropské zelené město

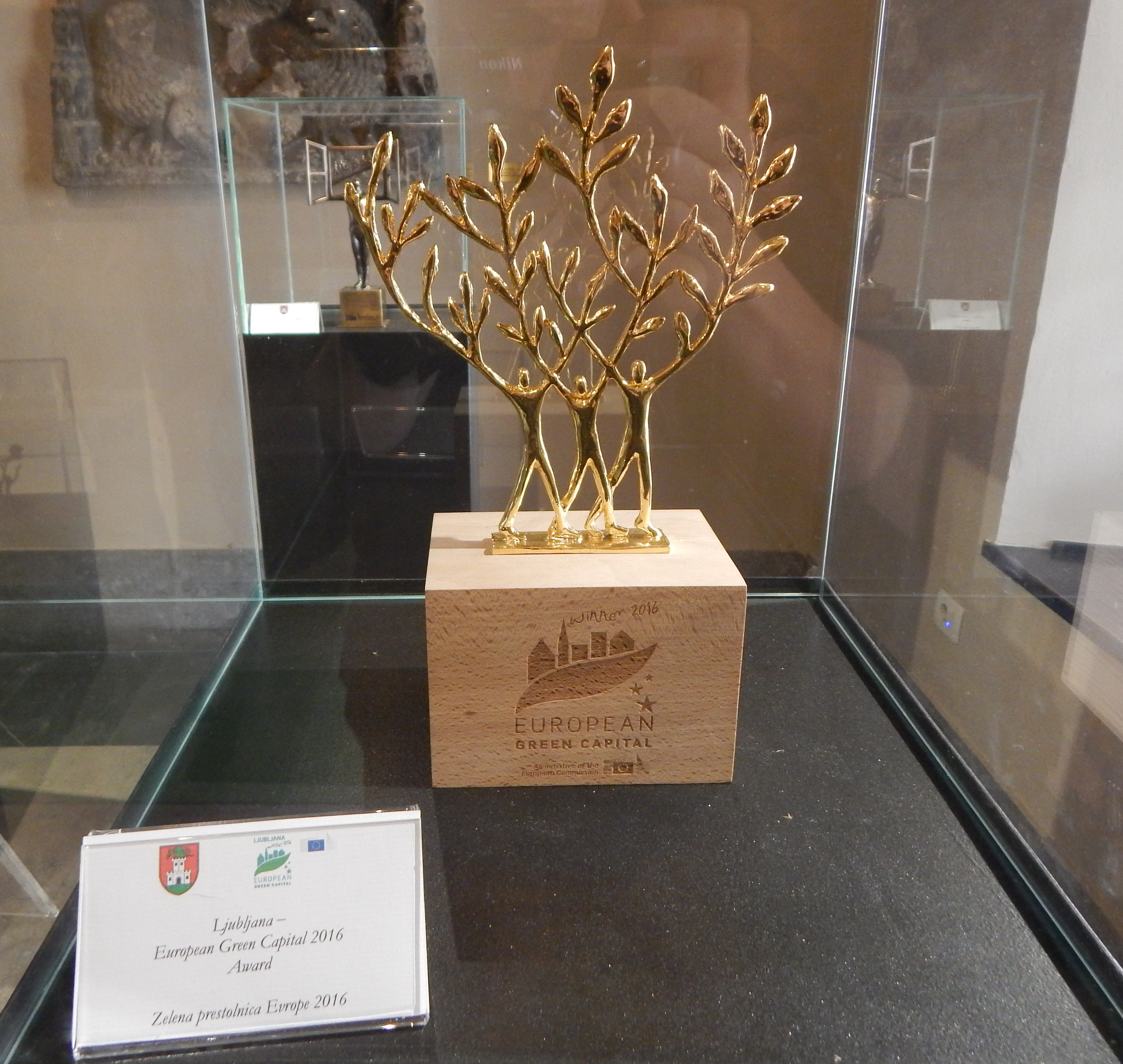
Ocenění Evropského zeleného města, Ljubljana

Evropské zelené město je cena a titul, kterým je každý rok označeno jedno z evropských měst, kterou uděluje Evropská komise od roku 2008. Cílem projektu je ocenit město na základě jeho výsledků v oblasti životního prostředí.
Kandidátem může být město s populací nejméně 100 000 obyvateli z členského státu Evropské unie, oficiálního kandidátského státu pro vstup do Evropské unie, nebo z Norska, Švýcarska, Lichtenštejnska a Islandu.
Cena se uděluje každoročně městu, které se prokazuje svou schopnost dosáhnout vysokých environmentálních cílů, zavazuje se k trvalým a ambiciózním cílům zlepšování životního prostředí a udržitelného rozvoje a může fungovat jako model inspirující jiná města a propagovat nejlepší environmentální postupy.
Konkrétně jsou kandidáti hodnoceni na základě dvanácti ukazatelů: místní příspěvek k boji proti globální změně klimatu, doprava, městské zelené prostory, hluk, produkce a nakládání s odpady, příroda a biologická rozmanitost, ovzduší, spotřeba vody, čištění odpadních vod, ekologické inovace a udržitelné zaměstnání, environmentální management místních orgánů a energetická náročnost.

## Evropské zelené město
| Evropské zelené město | Evropské zelené město | Evropské zelené město | Evropské zelené město |
| Rok                   | Město                 | Země                  | Web                   |
| --------------------- | --------------------- | --------------------- | --------------------- |
| 2010                  | Stockholm             | Švédsko               |                       |
| 2011                  | Hamburk               | Německo               |                       |
| 2012                  | Vitoria-Gasteiz       | Španělsko             |                       |
| 2013                  | Nantes                | Francie               |                       |
| 2014                  | Kodaň                 | Dánsko                |                       |
| 2015                  | Bristol               | Spojené království    |                       |
| 2016                  | Lublaň                | Slovinsko             |                       |
| 2017                  | Essen                 | Německo               |                       |
| 2018                  | Nijmegen              | Nizozemsko            |                       |
| 2019                  | Oslo                  | Norsko                |                       |
| 2020                  | Lisabon               | Portugalsko           |                       |
| 2021                  | Lahti                 | Finsko                |                       |
| 2022                  | Grenoble              | Francie               |                       |
| 2023                  | Tallinn               | Estonsko              |                       |
| 2024                  | Valencie              | Španělsko             |                       |
| 2025                  | Vilnius               | Litva                 |                       |

## Evropský zelený list
Kromě Evropské zelené město se uděluje od roku 2015 i titul Evropský zelený list. Je určen pro města s populací mezi 20 000 a 100 000 obyvateli, kteří uznávají jejich odhodlání dosáhnout lepších výsledků v oblasti životního prostředí, se zvláštním důrazem na úsilí o dosažení zeleného růstu a nová pracovní místa.
| Evropské město sportu | Evropské město sportu | Evropské město sportu |
| Rok                   | Město                 | Země                  |
| --------------------- | --------------------- | --------------------- |
| 2015                  | Mollet del Vallès     | Španělsko             |
| 2015                  | Torres Vedras         | Portugalsko           |
| 2017                  | Galway                | Irsko                 |
| 2018                  | Leuven                | Belgie                |
| 2018                  | Växjö                 | Švédsko               |
| 2019                  | Cornellà de Llobregat | Španělsko             |
| 2019                  | Horst aan de Maas     | Nizozemsko            |
| 2020                  | Limerick              | Irsko                 |
| 2020                  | Mechelen              | Belgie                |
| 2021                  | Lappeenranta          | Finsko                |
| 2021                  | Gabrovo               | Bulharsko             |
| 2022                  | Valongo               | Portugalsko           |
| 2022                  | Winterswijk           | Nizozemsko            |
| 2024                  | Elsinore              | Dánsko                |
| 2024                  | Velenje               | Slovinsko             |
| 2025                  | Viladecans            | Španělsko             |
| 2025                  | Treviso               | Itálie                |